# 证券时报
《证券时报》，1993年8月由深圳证券交易所与人民日报社联合创立并试刊，总部位于深圳市，目前是人民日报社主管主办的全国性财经证券类日报，是中国证监会、银保监会指定披露信息的报刊。《证券时报》的出版单位为深圳证券时报社有限公司，现任社长兼总编辑是季晓磊。

## 外部連結
- 证券时报网（页面存档备份，存于）
- 证券时报电子报
- 证券时报的新浪微博